# Time Person of the Year
Persoana Anului (numită Bărbatul Anului sau Femeia Anului până în 1999) este o ediție anuală a revistei de știri din Statele Unite ale Americii Time, care prezintă și profilează o persoană, un grup, o idee sau un obiect care „pentru bine sau pentru mai rău ... a făcut cele mai multe pentru a influența evenimentele anului”.

## Context
Tradiția selectării unui „Om al Anului” a început în 1927, iar editorii Time au contemplat știrile anilor. Ideea a fost, de asemenea, o încercare de a remedia jena editorială din anul respectiv când nu l-au avut pe aviatorul Charles Lindbergh pe coperta sa după zborul său transatlantic istoric. Până la sfârșitul anului, s-a hotărât ca Lindbergh să apară pe copertă ca om al Anului, iar acest lucru ar servi ambelor scopuri.

## Selecție

### Președinți ai SUA
De la începutul listei, fiecare președinte al Statelor Unite a fost un om sau o persoană a anului, cel puțin o dată, cu excepția lui Calvin Coolidge (în timpul primei ediții), Herbert Hoover (următorul președinte american) și Gerald Ford. Cei mai mulți au fost numiți Om sau Persoana Anului fie în anul în care au fost aleși, fie în timpul mandatului; singurul căruia i s-a dat titlul înainte de a fi ales este Dwight D. Eisenhower, în 1944 ca comandant suprem al Forței Aliate de Invazie, cu opt ani înainte de alegerile sale. Ulterior, a primit din nou titlul în 1959, în timp ce în birou. Franklin D. Roosevelt este singurul care a primit titlul de trei ori, mai întâi ca președinte ales (1932) și mai târziu președinte în funcție (1934 și 1941).

### Femei
În 1999, titlul a fost schimbat în Persoana Anului. Femeile care au fost selectate pentru recunoaștere după redenumire includ „The Whistleblowers” (Cynthia Cooper, Coleen Rowley și Sherron Watkins în 2002), Melinda Gates (împreună cu Bill Gates și Bono, în 2005), Angela Merkel în 2015 și „The Silence Breakers” în 2017. În anul 1999, patru femei au obținut titlul individual: trei ca „Woman of the Year”- Wallis Simpson (1936), Regina Elisabeta a II-a (1952) și Corazon Aquino (1986) ca jumătate din „Man and Wife of the Year”, Soong Mei-ling (1937). „American Women” au fost recunoscute ca grup în 1975. Alte clase de oameni recunoscuți cuprind atât bărbați, cât și femei, cum ar fi „Luptătorii Libertății Maghiare” (1956), "Oamenii de știință americani" (1960), „The Inheritors” „Clasa de mijloc a americanilor” (1969), „The Soldier American” (2003), „You” (2006), „The Protester” (2011) reprezentat pe copertă de o femeie și „Ebola fighters” (2014). Deși titlul din revistă a rămas „Omul Anului”, atât pentru „luptătorul libertății ungurești” din 1956, cât și pentru edițiile din 1966 „Douăzeci și cinci de ani” care au inclus o femeie în spatele unui bărbat și „Men of the Year” în 1960, „Oamenii de știință din SUA”, care au inclus exclusiv bărbați pe coperta sa. Abia la ediția din 1969, despre „The Middle Americans”, titlul îmbrățișează varianta „Bărbatul și femeia anului”.

### Grupuri și non-oameni
În ciuda numelui, titlul nu este acordat doar persoanelor. Perechi de persoane, cum ar fi cuplurile căsătorite și adversarii politici, clasele de oameni și obiectele neînsuflețite, au fost alese pentru ediția specială a anului.
Mai multe persoane la un loc
- Chiang Kai-shek și Soong Mei-ling, Președinte și primă doamnă din China (1937)
- William Anders, Frank Borman și Jim Lovell, echipaj Apollo 8 (1968)
- Richard Nixon și Henry Kissinger, aliați politici (1972)
- Ronald Reagan și Yuri Andropov, rivali Războiul Rece (1983)
- Nelson Mandela și F. W. de Klerk; Yasser Arafat și Yitzhak Rabin, liderii politici care conduc negocierile de pace (1993)
- Bill Clinton și Ken Starr, key figures in the Clinton impeachment (1998)
- Cynthia Cooper, Coleen Rowley și Sherron Watkins, whistleblowers (2002)
- Bill Gates, Melinda Gates și Bono, filantrop (2005)
- Jamal Khashoggi, Maria Ressa, Wa Lone și Kyaw Soe Oo, și ecipa The Capital, journaliști (2018)

Clase de oameni anonimi
- Omul de luptă american (1950)
- Luptătorul de libertate maghiar (1956)
- Oamenii de știință din SUA (1960)
- The Inheritor (1966)
- Clasa medie Americană (1969)
- Femeile americane (1975)
- Soldatul american (2003)
- You (2006)
- The Protester (2011)
- Luptătorii Ebola (2014)
- The Silence Breakers (2017)
- The Guardians (2018)

Obiecte neanimate
- The Computer (Machine of the Year, 1982)
- The Endangered Earth (Planet of the Year, 1988)

### Premii speciale
În 1949, Winston Churchill a fost numit „Omul Jumătății de Secol”, iar ultima ediție din 1989 a numit pe Mihail Gorbaciov drept „Omul Deceniului”. În ediția din 31 decembrie 1999 a Time, Albert Einstein, a fost numit „Persoana secolului”. Franklin D. Roosevelt și Mahatma Gandhi au fost aleși pe locul doi.

### Opțiuni controversate
În ciuda declarațiilor frecvente din partea revistei, desemnarea este adesea privită ca o onoare și vorbită ca un premiu sau medalie, bazându-se doar pe numeroasele selecții anterioare de oameni admirați. Cu toate acestea, revista Time subliniază faptul că titlul pentru impactul lor a fost acordat unor figuri controversate precum Adolf Hitler (1938), Iosif Stalin (1939 și 1942), Nikita Hrușciov (1957) și Ayatollah Khomeini (1979).
Ca urmare a reacției publice pe care a primit-o din partea Statelor Unite pentru numirea lui Khomeini ca Om al Anului în 1979, Time a împiedicat folosirea personajelor care sunt controversate în Statele Unite din motive comerciale, temându-se de reducerea vânzărilor sau a veniturilor din publicitate.
Persoana Time a anului 2001, imediat după atacurile din 11 septembrie 2001, a fost primarul din New York, Rudolph Giuliani. Regulile declarate de selecție sunt, individul sau grupul de persoane care au avut cel mai mare efect asupra știrilor din acest an, l-au făcut pe Osama bin Laden drept cea mai probabilă alegere în acel an. Revista care l-a declarat pe Giuliani Persoana Anului a inclus un articol care menționa decizia anterioară a Time de a selecta Ayatollah Khomeini și respingerea lui Hitler în 1999 ca „Persoană a secolului”.  Articolul părea că implică faptul că Osama bin Laden era un candidat mai puternic decât Giuliani, deoarece Adolf Hitler era un candidat mai puternic decât Albert Einstein. Selecțiile s-au bazat, în cele din urmă, pe ceea ce descrie revista, că credeau că au avut o influență mai puternică asupra istoriei și care au reprezentat cel mai mult fie anul, fie secolul. Potrivit lui Time, Rudolph Giuliani a fost selectat pentru a simboliza răspunsul american la atacurile din 11 septembrie, iar Albert Einstein a fost selectat pentru a reprezenta un secol de explorare științifică și de mirare.
O altă alegere controversată a fost selectarea din 2006 a „You” („tu”), reprezentând majoritatea, dacă nu toți oamenii, pentru avansarea erei informației prin utilizarea internetului (de ex. Bloguri, MySpace, YouTube și Wikipedia).

### Selecții retrase
În 1941, elefantul fictiv Dumbo din filmul Disney al aceluiași nume a fost selectat ca fiind „Mamela Anului” și a fost creată o copertă care arăta Dumbo într-un stil portret formal. Cu toate acestea, atacul asupra Pearl Harbor din data de 7 decembrie a împiedicat acoperirea. Președintele american Franklin Delano Roosevelt a fost numit Omul Anului pentru a treia oară, deși profilul lui Dumbo de mamifere a anului a apărut încă pe paginile interioare ale revistei.
Producătorul filmului Michael Moore susține că regizorul Mel Gibson l-a costat ocazia de a fi Persoana Anului alături de Gibson în 2004. Documentarul politic controversat al lui Moore, Fahrenheit 9/11, a devenit documentarul cu cele mai mare încasări din toate timpurile, în același an, Gibson Patimile lui Hristos a devenit un succes în box-office și, de asemenea, a provocat controverse semnificative. Moore a spus într-un interviu: „Am primit un telefon imediat după selecțíile din anul 04, de la un editor de la Time Magazine. El a spus: „Time Magazine te-a ales pe tine și pe Mel Gibson să fiți Persoana Anului pentru a vă pune pe copertă, Stânga, Mel și Mike Dreapta. Singurul lucru pe care trebuie să-l faci este să faci poze și să faci un interviu împreună cu Mel. Am spus OK. Ei îl sună pe Mel, el este de acord, ei stabilesc data și ora în LA, am să zbor acolo, el zboară din Australia, ceva se întâmplă când ajunge acasă ... Următorul lucru, Mel mă sună și spune: Nu vreau. M-am mai gândit și nu este bine să fac asta. Așa că l-au pus pe Bush pe copertă.”

La 24 noiembrie 2017, președintele american Donald Trump a postat pe rețeaua de social media Twitter că editorii de la Time i-au spus că „probabil” va fi numit Persoana Anului pentru a doua oară, condiționată de un interviu și de o ședință foto pe care a refuzat-o. Time a negat că a făcut astfel de promisiuni sau condiții lui Trump, care a fost numit pe locul doi.

### Sondaj online
Revista Time deține, de asemenea, un sondaj online pentru ca cititorii să voteze pentru cine cred că sunt Persoana Anului. În timp ce mulți cred în mod eronat că câștigătorul sondajului este Persoana Anului, titlul, așa cum sa menționat mai sus, este decis de editorii Time. În primul sondaj online din 1998, luptătorul și activistul Mick Foley au câștigat cu peste 50% din voturi. Foley a fost eliminat din sondaje și titlul a fost dat lui Bill Clinton și lui Ken Starr, ceea ce a condus la rumoare din partea fanilor lui Foley care credeau greșit că câștigătorul sondajului va fi câștigătorul titlului. În 2006, câștigătorul sondajului cu o marjă largă a fost Hugo Chávez, cu 35% din voturi. Președintele Iranului, Mahmoud Ahmadinejad, a venit pe locul al doilea. Time a ignorat din nou aceste rezultate, fără a le menționa în anunțul Persoanei Anului . Time continuă să efectueze anual un sondaj online pentru „Alegerea Oamenilor”, dar subliniază decizia asupra căreia revista recunoaște că nu este făcută de sondaj, ci de editorii revistei.

## Vezi și
- Lista Forbes a celor mai puternici oameni din lume
- Descoperirea Anului

## Legături externe
Materiale media legate de Omul Anului conform revistei Time la Wikimedia Commons
- „Time's Person of the Year 1927–2011”. Time. 2011. Arhivat din original la 26 august 2013. Accesat în 8 decembrie 2016.